# Subtakecallis
Subtakecallis är ett släkte av insekter. Subtakecallis ingår i familjen långrörsbladlöss.
Kladogram enligt Catalogue of Life:
| Subtakecallis | \| \| Subtakecallis brevisetosus \| \| \| \| \| \| Subtakecallis pilosus \| \| \| \| |
|               | \| \| Subtakecallis brevisetosus \| \| \| \| \| \| Subtakecallis pilosus \| \| \| \| |
|               | Subtakecallis brevisetosus                                                           |
|               |                                                                                      |
|               | Subtakecallis pilosus                                                                |
|               |                                                                                      |